# Euoestrophasia portoriquensis
Euoestrophasia portoriquensis là một loài ruồi trong họ Tachinidae.